# Rabat
Rabat (/rəˈbɑːt/, also UK: /rəˈbæt/, US: /rɑːˈbɑːt/; tiếng Ả Rập: الرِّبَاط, đã Latinh hoá: ar-ribāṭ; ngữ tộc Berber: ⴰⵕⴱⴰⵟ, đã Latinh hoá: Aṛṛbaṭ) là thành phố thủ đô và là thành phố lớn thứ bảy tại Maroc với dân số 580.000 người (2014) và khu vực đô thị là 1,2 triệu người. Đây cũng là thành phố thủ phủ của khu vực Rabat-Salé-Kénitra. Thành phố nằm bên bờ Đại Tây Dương, tại cửa sông Bou Ragrag, đối diện bên kia bờ là Salé, ở khu vực tây bắc quốc gia này.
Rabat được thành lập vào thế kỷ 12 bởi nhà cai trị Khalip Almohad Abd al-Mu'min như là một thị trấn quân sự. Thành phố tăng trưởng đều đặn nhưng đã đi vào thời kỳ suy tàn kéo dài sau sự sụp đổ của triều đại Almohad. Vào thế kỷ 17, Rabat trở thành thiên đường cho những tên cướp biển Barbary. Người Pháp đã thiết lập chế độ bảo hộ ở Maroc vào năm 1912 và biến nó trở thành một trung tâm hành chính. Đến năm 1955 khi Maroc độc lập thì Rabat trở thành thủ đô của đất nước.
Rabat, Temara và Salé tạo thành một khu vực đô thị có dân số 1,8 triệu người. Các vấn đề liên quan đến đất bùn đã làm giảm vai trò của Rabat như là một cảng biển quan trọng. Tuy nhiên, cùng với Salé thì Rabat vẫn duy trì một ngành công nghiệp dệt, chế biến thực phẩm, xây dựng. Ngoài ra, du lịch cùng với sự hiện diện của tất cả các đại sứ quán của các nước đã biến Rabat trở thành một trong những thành phố quan trọng nhất của Maroc. Thủ đô này đã được kênh CNN của Hoa Kỳ xếp hạng thứ hai trong số những Điểm du lịch hàng đầu trên thế giới năm 2013. Đây cũng là một trong số bốn thành phố thủ đô hoàng gia của Maroc và phố cổ của nó (Medina) đã được UNESCO công nhận là Di sản thế giới. Có thể đến thành phố này thông qua hệ thống đường sắt của ONCF và Sân bay Rabat–Salé nằm cách Rabat 8 km về phía đông bắc.

## Lịch sử
Rabat có lịch sử tương đối hiện đại hơn so với thành phố cổ Salé gần đó. Năm 1146, nhà cai trị Khalip Almohad Abd al-Mu'min
 đã biến Rabat trở thành một pháo đài toàn diện để sử dụng như là nơi phát động các cuộc tấn công lên bán đảo Iberia. Năm 1170, do tầm quan trọng về quân sự nên Rabat có được danh hiệu Ribatu l-Fath có nghĩa là "Thành trì của chiến thắng", từ đó có cái tên như hiện tại.
Abu Yusuf Yaqub al-Mansur là người đã rời đô về Rabat. Ông cho xây dựng bức tường thành phố được gọi là Kasbah của Udayas và cho xây dựng công trình được cho là nhà thờ Hồi giáo lớn nhất thế giới. Tuy nhiên, cái chết của ông khiến công việc bị dừng lại. Tàn tích của nhà thờ Hồi giáo vẫn còn dang dở cùng với Tháp Hassan vẫn tồn tại cho đến ngày nay.
Cái chết của Abu Yusuf Yaqub al-Mansur cũng là khởi đầu của sự suy tàn kéo dài. Đế chế Almohad mất quyền kiểm soát ở Tây Ban Nha và phần lớn lãnh thổ châu Phi, cuối cùng dẫn đến sự sụp đổ hoàn toàn. Vào thế kỷ 13, phần lớn sức mạnh kinh tế của Rabat đã chuyển sang Fes. Vào năm 1515, một nhà thám hiểm người Moor là El Wassan đã báo cáo rằng Rabat đã suy tàn rất nhiều đến mức chỉ còn khoảng 100 ngôi nhà có người ở. Một tín đồ dòng Morisco, người đã bị trục xuất khỏi Tây Ban Nha vào đầu thế kỷ 17 đã giúp thúc đẩy sự phát triển trở lại của Rabat.
Rabat cùng với nhà nước láng giềng Salé thành lập Cộng hòa Bou Regreg vào năm 1627. Nhà nước này được điều hành bởi những tên cướp biển Barbary, những kẻ đã sử dụng hai thành phố làm căn cứ để tiến hành các cuộc tấn công các tàu vận chuyển. Những tên cướp biển này không phải chịu sự chống đối từ bất kỳ vương triều nào cho đến triều đại Alaouite thống nhất Maroc vào năm 1666. Sau đó, họ đã cố gắng thiết lập quyền kiểm soát những tên cướp biển nhưng thất bại. Chính quyền châu Âu và Hồi giáo tiếp tục cố gắng kiểm soát nạn cướp biển trong nhiều năm, nhưng Cộng hòa Bou Regreg đã không sụp đổ cho đến năm 1818. Ngay cả sau khi nước cộng hòa sụp đổ, những tên cướp biển vẫn tiếp tục sử dụng cảng Rabat như là căn cứ dẫn đến việc Đế quốc Áo đã phải dùng pháo kích tấn công vào năm 1829, sau khi một con tàu của Áo biến mất bởi bị cướp biển tấn công.
Thực dân Pháp xâm lược Maroc từ phía đông và tướng Hubert Lyautey chiếm đóng được Oujda vào tháng 3 năm 1907 và Cuộc oanh tạc Casablanca ở phía đông vào tháng 8 năm 1907. Hiệp ước Fes được ký kết với sự bảo hộ của Pháp tại Maroc vào tháng 3 năm 1912.. Trên cương vị là toàn quyền Pháp tại Maroc, Lyautey, đã quyết định di rời thủ đô từ Fes về Rabat. Quốc vương Yusef theo yêu cầu của người Pháp đã chuyển nơi ở về Rabat. Năm 1913, Lyautey thuê Henri Prost thiết kế Ville Nouvelle (Khu phố hiện đại của Rabat) trở thành một trung tâm hành chính. Đến khi Maroc giành được độc lập vào năm 1955, quốc vương Mohammed V đã quyết định vẫn chọn thủ đô là Rabat.
Sau Thế chiến II, Hoa Kỳ đã thiết lập sự hiện diện quân sự ở Rabat tại căn cứ không quân cũ của Pháp. Đến đầu những năm 1950, Căn cứ không quân Rabat–Salé vẫn là một cơ sở Không quân Hoa Kỳ với sự hiện diện của Lực lượng không quân số 17 và Sư đoàn Không quân số 5, giám sát căn cứ tiền trạm cho máy bay Boeing B-47 Stratojet của Bộ chỉ huy Không quân Chiến lược (SAC) ở Maroc. Đến năm 1959, lực lượng quân đội Hoa Kỳ rút dần và hoàn toàn rời khỏi Maroc vào năm 1963. SAC cảm thấy vai trò tầm xa của các căn cứ ở Maroc ít quan trọng hơn đối với máy bay Boeing B-52 Stratofortress thay thế B-47 Stratojet và hoàn thành việc lắp đặt căn cứ không quân tại Tây Ban Nha vào năm 1959. Với việc Không quân Hoa Kỳ rút khỏi Rabat-Salé vào những năm 1960, sân bay này đã trở thành một cơ sở chính cho Lực lượng Không quân Hoàng gia Maroc được gọi là Căn cứ Không quân số 1 vẫn tiếp tục duy trì cho đến ngày nay.

## Khí hậu
Rabat có khí hậu Địa Trung Hải (phân loại khí hậu Köppen Csa).
| Dữ liệu khí hậu của Rabat                    | Dữ liệu khí hậu của Rabat | Dữ liệu khí hậu của Rabat | Dữ liệu khí hậu của Rabat | Dữ liệu khí hậu của Rabat | Dữ liệu khí hậu của Rabat | Dữ liệu khí hậu của Rabat | Dữ liệu khí hậu của Rabat | Dữ liệu khí hậu của Rabat | Dữ liệu khí hậu của Rabat | Dữ liệu khí hậu của Rabat | Dữ liệu khí hậu của Rabat | Dữ liệu khí hậu của Rabat | Dữ liệu khí hậu của Rabat |
| Tháng                                        | 1                         | 2                         | 3                         | 4                         | 5                         | 6                         | 7                         | 8                         | 9                         | 10                        | 11                        | 12                        | Năm                       |
| -------------------------------------------- | ------------------------- | ------------------------- | ------------------------- | ------------------------- | ------------------------- | ------------------------- | ------------------------- | ------------------------- | ------------------------- | ------------------------- | ------------------------- | ------------------------- | ------------------------- |
| Cao kỉ lục °C (°F)                           | 27.0 (80.6)               | 31.0 (87.8)               | 32.6 (90.7)               | 35.6 (96.1)               | 39.8 (103.6)              | 43.7 (110.7)              | 45.6 (114.1)              | 45.8 (114.4)              | 42.3 (108.1)              | 36.3 (97.3)               | 35.1 (95.2)               | 28.3 (82.9)               | 45.8 (114.4)              |
| Trung bình ngày tối đa °C (°F)               | 17.2 (63.0)               | 17.7 (63.9)               | 19.2 (66.6)               | 20.0 (68.0)               | 22.1 (71.8)               | 24.1 (75.4)               | 26.8 (80.2)               | 27.1 (80.8)               | 26.4 (79.5)               | 24.0 (75.2)               | 20.6 (69.1)               | 17.7 (63.9)               | 21.9 (71.4)               |
| Trung bình ngày °C (°F)                      | 12.6 (54.7)               | 13.1 (55.6)               | 14.2 (57.6)               | 15.2 (59.4)               | 17.4 (63.3)               | 19.8 (67.6)               | 22.2 (72.0)               | 22.4 (72.3)               | 21.5 (70.7)               | 19.0 (66.2)               | 15.9 (60.6)               | 13.2 (55.8)               | 17.2 (63.0)               |
| Tối thiểu trung bình ngày °C (°F)            | 8.0 (46.4)                | 8.6 (47.5)                | 9.2 (48.6)                | 10.4 (50.7)               | 12.7 (54.9)               | 15.4 (59.7)               | 17.6 (63.7)               | 17.7 (63.9)               | 16.7 (62.1)               | 14.1 (57.4)               | 11.1 (52.0)               | 8.7 (47.7)                | 12.5 (54.5)               |
| Thấp kỉ lục °C (°F)                          | −3.2 (26.2)               | −2.6 (27.3)               | −1.0 (30.2)               | 3.8 (38.8)                | 5.3 (41.5)                | 10.0 (50.0)               | 11.6 (52.9)               | 13.0 (55.4)               | 10.0 (50.0)               | 7.0 (44.6)                | −0.6 (30.9)               | 0.9 (33.6)                | −3.2 (26.2)               |
| Lượng Giáng thủy trung bình mm (inches)      | 77.2 (3.04)               | 74.1 (2.92)               | 60.9 (2.40)               | 62.0 (2.44)               | 25.3 (1.00)               | 6.7 (0.26)                | 0.5 (0.02)                | 1.3 (0.05)                | 5.7 (0.22)                | 43.6 (1.72)               | 96.7 (3.81)               | 100.9 (3.97)              | 554.9 (21.85)             |
| Số ngày giáng thủy trung bình                | 9.9                       | 9.8                       | 9.0                       | 8.7                       | 5.7                       | 2.4                       | 0.3                       | 0.4                       | 2.4                       | 6.4                       | 10.2                      | 10.4                      | 75.6                      |
| Độ ẩm tương đối trung bình (%)               | 82                        | 82                        | 80                        | 78                        | 77                        | 78                        | 78                        | 79                        | 80                        | 79                        | 80                        | 83                        | 80                        |
| Số giờ nắng trung bình tháng                 | 179.9                     | 182.3                     | 232.0                     | 254.5                     | 290.5                     | 287.6                     | 314.7                     | 307.0                     | 261.1                     | 235.1                     | 190.5                     | 180.9                     | 2.916,1                   |
| Nguồn 1: NOAA                                |                           |                           |                           |                           |                           |                           |                           |                           |                           |                           |                           |                           |                           |
| Nguồn 2: Deutscher Wetterdienst Meteo Climat |                           |                           |                           |                           |                           |                           |                           |                           |                           |                           |                           |                           |                           |

## Thành phố kết nghĩa
Rabat kết nghĩa với:
- Cairo, Ai Cập
- Quảng Châu, Trung Quốc[18]
- Honolulu, Hoa Kỳ
- Istanbul, Thổ Nhĩ Kỳ
- Lisbon, Bồ Đào Nha[19]
- Lyon, Pháp[20]
- Madrid, Tây Ban Nha
- Nablus, Palestine[21]
- Tunis, Tunisia